# Muhammad Szukri
Muhammad Szukri (w zapisie fr. i ang.: Mohamed Choukri; ur. 15 lipca 1935 w Beni Chiker, Maroko, zm. 15 listopada 2003 w Rabacie, Maroko) – marokański pisarz pochodzenia berberyjskiego (Rifen).

## Życiorys
Urodził się w Beni Chiker, małej wiosce w górach Rif, w pobliżu Nadoru. Wychowywał się w biednej rodzinie, uciekł z domu w wieku 11 lat i zaczął żyć na ulicach Tangeru, mając kontakt z tamtejszym światkiem przestępczym. W wieku 20 lat nauczył się pisać i czytać, a później pracował jako nauczyciel.
W latach 60. w Tangerze poznał Paula Bowlesa, Jeana Geneta i Tennessee Williamsa. Jego debiutem pisarskim była opublikowana w 1966 roku w bejruckim miesięczniku „Al-adab” powieść Al-unf ala asz-szati (pol. Przemoc na plaży). Sukces międzynarodowy przyniosła mu przetłumaczona na język angielski przez Paula Bowlesa powieść pt. Al-chubz al-hafi [Suchy chleb] (For Bread Alone, 1973). Książkę przełożył na język francuski Tahar Ben Jelloun w roku 1980, wersję arabską wydano w roku 1982, rok później została zakazana w Maroku i w innych krajach arabskich. W roku 2000 wydano ją, już legalnie, w Maroku, ale w roku 2005, wycofano ją z programu kursów współczesnej literatury arabskiej Amerykańskiego Uniwersytetu w Kairze z powodów obyczajowych (tematyka związana z seksem i narkotykami).

## Przekłady na język polski
- „Suchy chleb. Powieść autobiograficzna” ['Al-chubz al-hafi'] (3 rozdz. ). Literatura na Świecie, 11-12/2016 (544-545), s. 41–78, tłum. Marcin Michalski.
- „Hammadi Hazardziarz” ['Hammadi al-kammar'] (opowiadanie). Literatura na Świecie, 11-12/2016 (544-545), s. 80–86, tłum. Marcin Michalski.
- „Paul Bowles i samotność w Tangerze” ['Pul Bulz wa-uzlat Tandża'] (2 rozdz. ). Literatura na Świecie, 11-12/2016 (544-545), 102-115, tłum. Marcin Michalski[1].